# Полковник двірських рот
Полковник двірських рот (лат. capitaneus cuiare, ductor aulicae militiae) — уряд двірський Речі Посполитої.

## Історія та обов'язки уряду
Уряд з'явився у XVI столітті. На нього особа призначалася одночасно з початком війни.
Полковник керував надвірним військом, яке налічувало близько 1000 осіб. Він отримував платню з королівського скарбу.